# Alicja Gąsiorowska
Alicja Gąsiorowska (ur. 5 lipca 1977 w Poznaniu) – polska koszykarka występująca na pozycjach silnej skrzydłowej lub środkowej.

## Osiągnięcia
Na podstawie, o ile nie zaznaczono inaczej.

### Reprezentacja
- Uczestniczka mistrzostw Europy U–18 (1994 – 12. miejsce)[3]